# Joaquín Vayreda
Joaquín Vayreda (em catalão:  Joaquim Vayreda i Vila) (Girona, 23 de maio de 1843 - Olot, 31 de outubro de 1894), foi um pintor espanhol, um dos mais destacados paisagistas catalães do século XIX. 
Vayreda nasceu em Girona. A sua família era originalmente de Olot, mas foi para Girona quando a sua casa foi destruída na Primeira Guerra Carlista. Um ano de pois de nascer, os seus pais regressaram a Olot e tentaram restabelecer-se na localidade.
Depois dos estudos iniciais na sua cidade natal, continuou a formação em Barcelona com Martí Alsina e posteriores estadias em Paris. Fundou o Centro Artístico de Olot, núcleo da chamada Escola Paisagista de Olot de pintura. O seu estilo foi influenciado pela escola de Barbizon francesa, e fez evoluir a sua pintura para uma aproximação ao impressionismo.

## Galeria

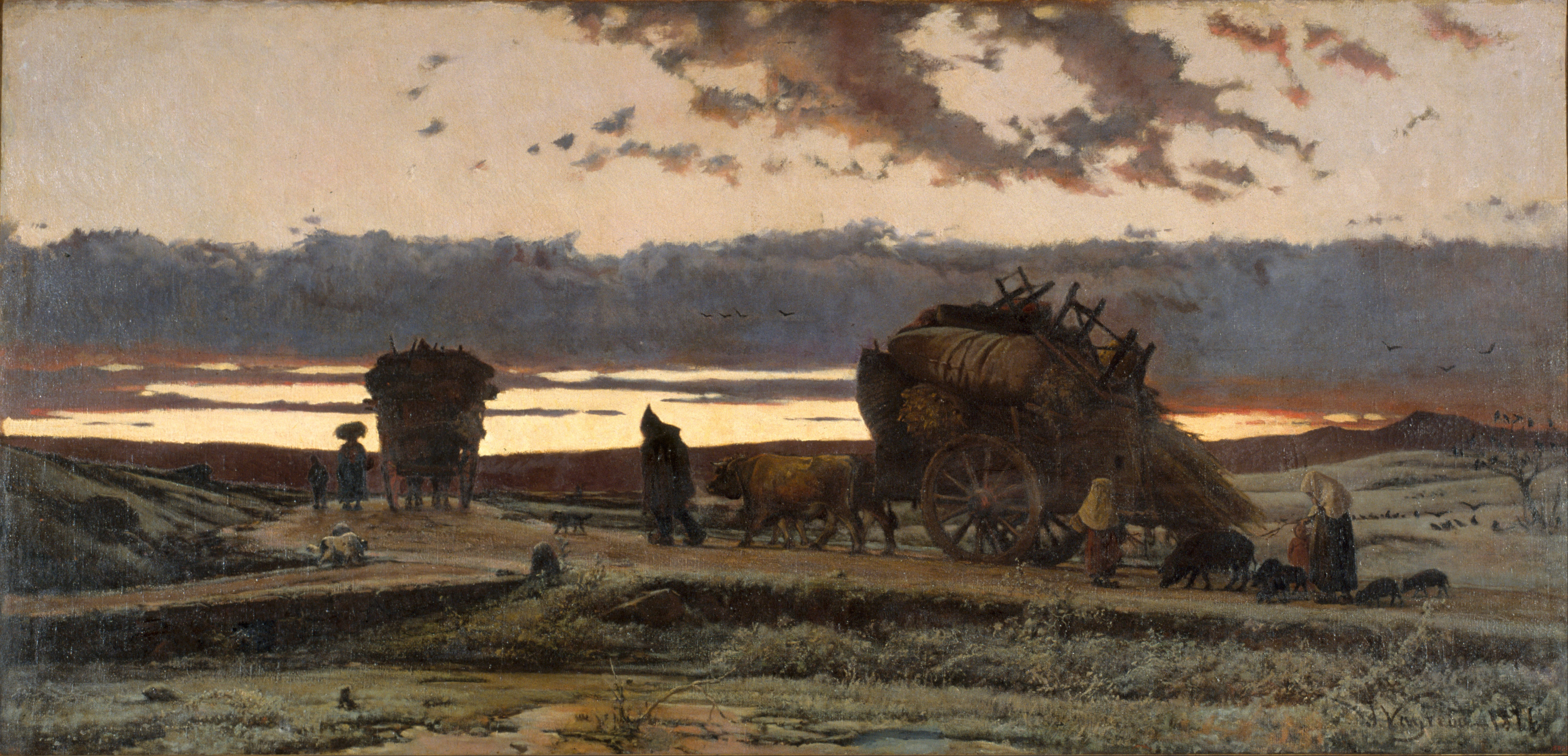
A Tristeza
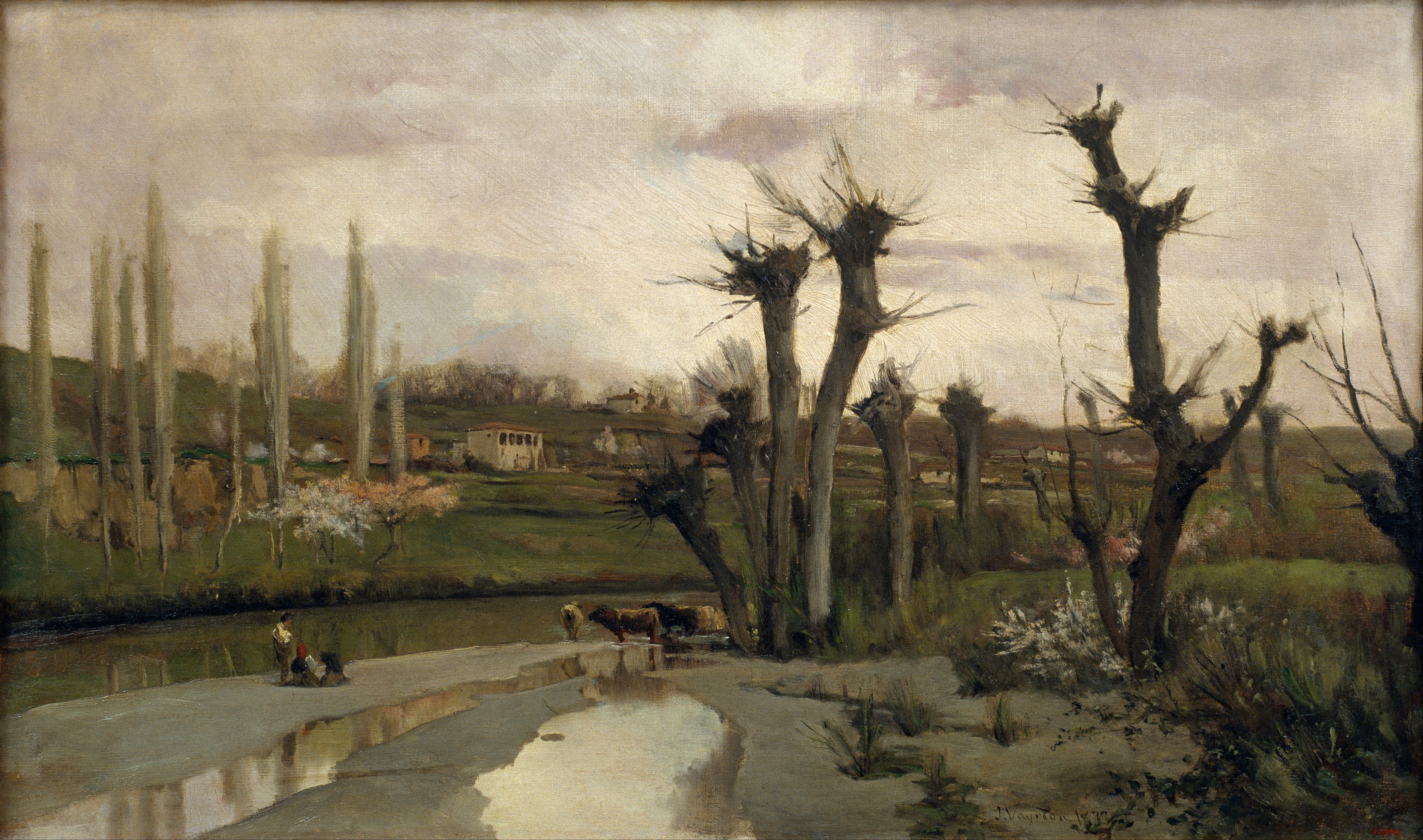
Início da Primavera
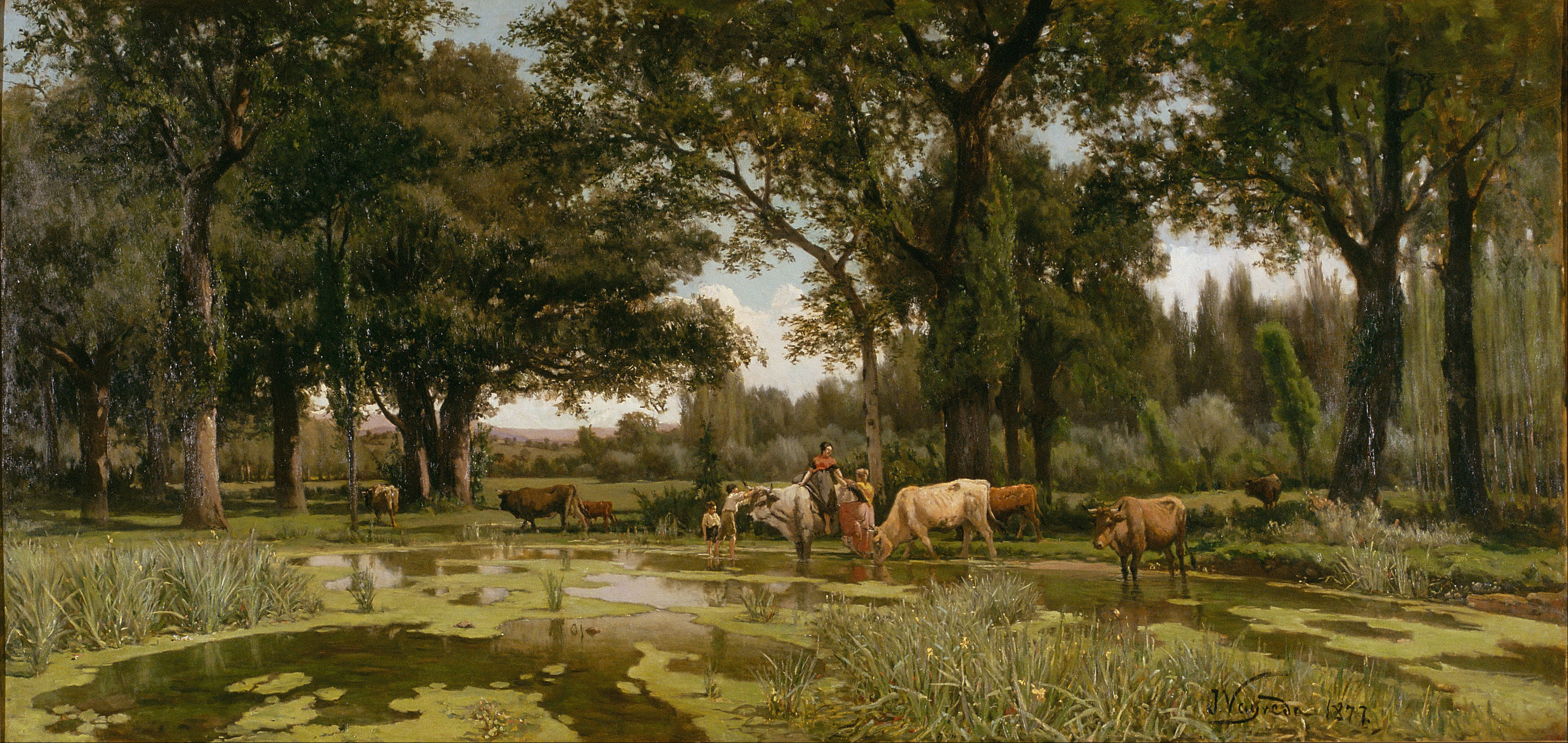
Verão Florido
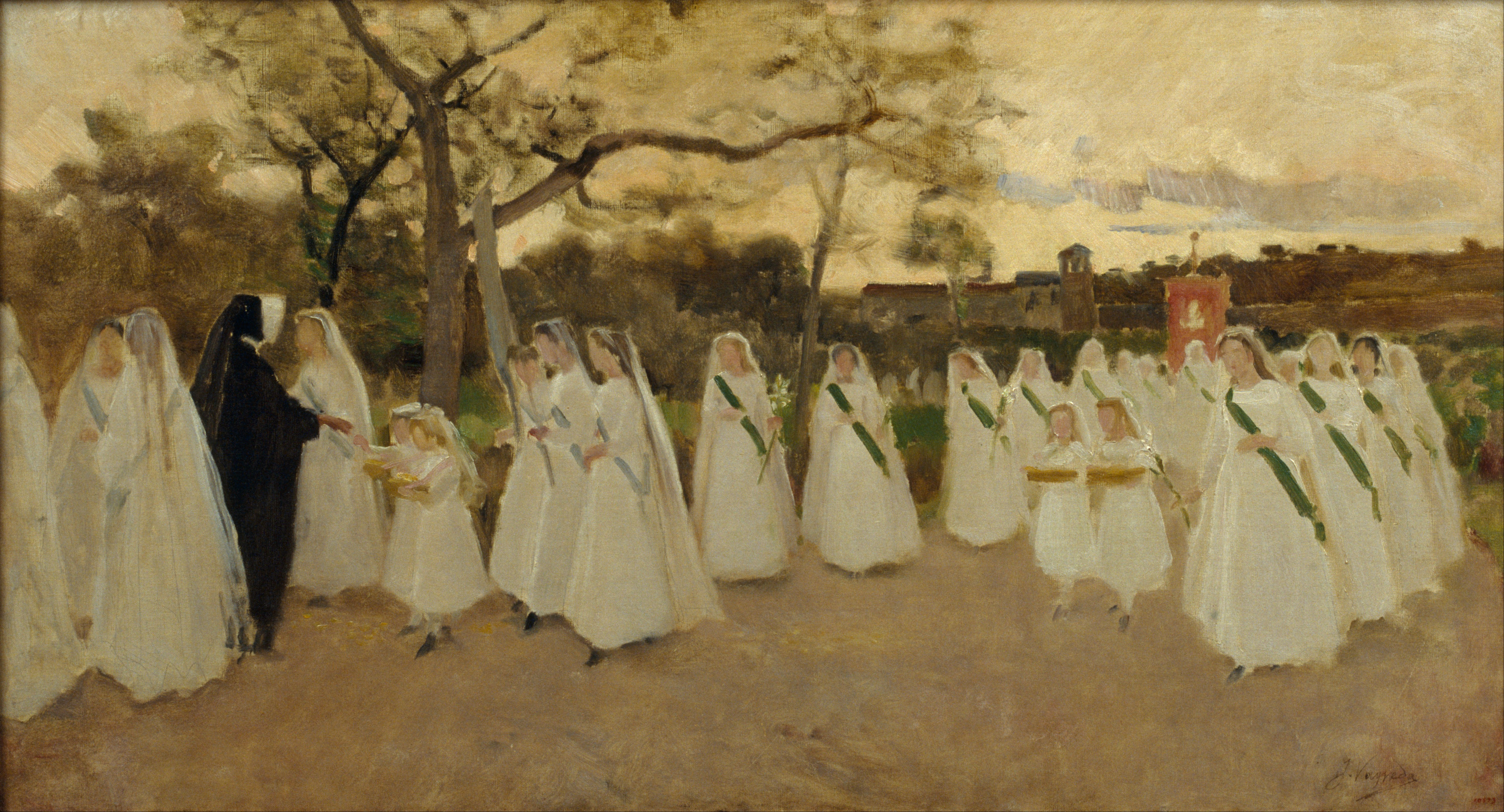
Procissão de Raparigas
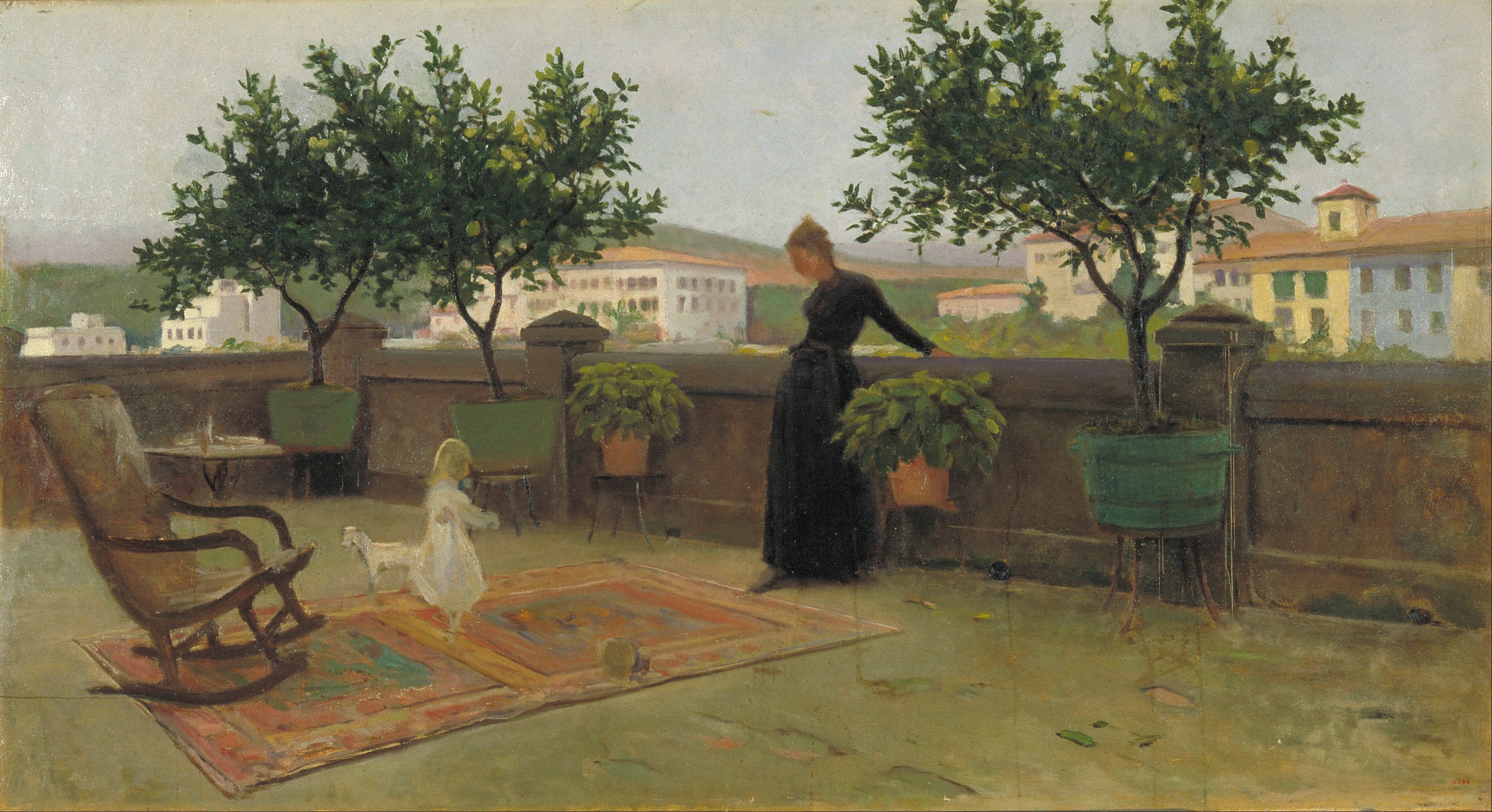
No Terraço
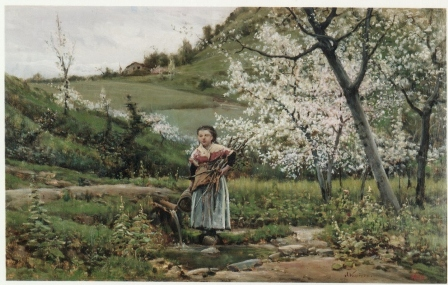
Primavera